# Jan A. Niemeijer
Jan A. Niemeijer (Groningen, 1933) is een Nederlands schrijver. Hij begonnen als dagbladjournalist en werd auteur van heemkundige uitgaven, boeken over de Tweede Wereldoorlog en biografieën van kunstenaars, onder wie illustratoren voor het vroegere onderwijs Cornelis Jetses en historieschilder Johan Herman Isings. 

## Leven
Jan A. Niemeijer ging na zijn middelbareschoolopleiding werken op de redactie van de Nieuwe Provinciale Groninger Courant, later opgegaan in dagblad Trouw. Tijdens zijn tweejarige militaire diensttijd was Niemeijer voorlichtingsofficier bij de Koninklijke Luchtmacht in Scheveningen en schreef hij voor het blad De Vliegende Hollander. Een aantrekkelijk aanbod om te komen werken bij het pas opgerichte NTS-Journaal sloeg hij na serieuze overwegingen toch af. Hij keerde terug naar het noorden van het land waar hij zich enige tijd later als freelance-journalist vestigde. Hij schreef bijdragen voor tal van kranten en bladen, waaronder het geïllustreerde weekblad De Spiegel. Hij maakte reportages in eigen land, maar ook in andere delen van de wereld, zoals op Samoa in de Stille Zuidzee.
Daarnaast vond hij tijd om boeken te schrijven over de provincies Groningen en Drenthe. Daarnaast is hij de samensteller van een uitgave over wadlopen en auteur van een ander werk over grote watervloeden die Noord-Nederland, het land van terpen en dijken, in de loop van de eeuwen teisterden.
In Haren heeft Niemeijer een reeks van jaren samengewerkt met drukker Riemer R. Knoop. Samen gaven ze het Harener Weekblad en een reeks streekbeschrijvingen uit, waarvoor auteurs uit verschillende delen van het land werden aangezocht.  
Niemeijer verzorgde daarnaast enkele publicaties over de Tweede Wereldoorlog. In het autobiografische  boekje Donkere stad vertelt hij op sobere wijze over de dramatische gebeurtenissen tijdens de oorlogsjaren. Hij woonde toen als schoolkind in het hart van de stad Groningen. Bij de bevrijding door de Canadezen werd een belangrijk deel van de Groninger binnenstad verwoest en kwam ook het ouderlijk huis onder vuur te liggen.

## Illustratoren voor het onderwijs
Een bekend werk werd Niemeijers biografie van Cornelis Jetses (1873-1955), die poëtische illustraties maakte voor talloze school- en kinderboeken zoals: Dicht bij huis, Afke's tiental, Ot en Sien,  Pim en Mien en Buurkinderen. Ook schilderde Jetses schoolplaten die jarenlang de wanden van de scholen sierden. Zijn oeuvre omvat verder  historische prenten, Bijbelplaten, illustraties voor romans en illustraties bij sprookjesachtige verhalen.
Verschillende van Jetses' bekendste boeken werden geschreven door de pedagoog Hindericus Scheepstra (1859-1913), aan wie Niemeijer een aparte studie heeft gewijd (Kijk, Ot en Sien - een klassieker in de Nederlandse jeugdliteratuur). Scheepstra heeft samen met opvoedkundige Jan Ligthart (1859-1916) leermethoden ontwikkeld die voor het Nederlandse onderwijs van grote betekenis zijn geweest. Zo stonden zij ook aan de wieg van Hoogeveens verbeterde leesmethode, met als centraal element het  klassieke leesplankje...aap...noot...mies....waarvoor Jetses de plaatjes tekende.  Hele generaties schoolkinderen hebben ermee leren lezen. 
Van de schoolboeken die Scheepstra schreef is Ot en Sien, met illustraties van Jetses, verreweg het bekendst geworden.
Niemeijer is ook biograaf van Johan Herman Isings (1884-1977). Deze schilderde voor het onderwijs 43 historische wandplaten waarin hoogtepunten van de geschiedenis kleurig en opmerkelijk gedetailleerd zijn weergegeven. Ze zijn voor schoolkinderen lange tijd bepalend geweest voor hun beeld van de vaderlandse historie. 
Enkele van de bekendste platen:  De Noormannen voor Dorestad, Leidens Ontzet, Behouden Huys op Nova Zembla en de Slag bij Nieuwpoort. Daarnaast heeft Isings in zijn lange leven ook talloze boeken geïllustreerd, schoolboeken, kinderboeken, romans en kinderbijbels.
In Nico Bulder de houtgraveur vertelt Niemeijer het levensverhaal van Nico Bulder (1898-1964), een van de belangrijkste grafici van Nederland, die ook schoolboeken en romans illustreerde. Hij maakte als houtgraveur een kleine 170 ex-libris, maar ook honderden boekillustraties, gelegenheidsgrafiek en vrije prenten, sterk van zegging en vaak van een geheimzinnige, fascinerende oerkracht.

## Maatschappelijke activiteiten
Jan A. Niemeijer was op verschillende terreinen maatschappelijk actief. Hij deed vele jaren kerkelijk werk en was medeoprichter van de Stichting In de Voetsporen. De Stichting is opgericht voor het herstellen of intensiveren van contacten met Nederlandse landverhuizers en hun afstammelingen. Niemeijer heeft in verband daarmee belangeloos achttien maal Nederlandse groepen begeleid op reizen door de Verenigde Staten, Canada, Australië waaronder ook Tasmanië, Zuid-Afrika en Indonesië. Ook nam hij het initiatief om de Cornelis Jetses Stichting op te richten.  Hij werd in 2005 bij zijn afscheid als voorzitter van deze stichting benoemd tot ridder in de Orde van Oranje-Nassau. Jacques Wallage, de toenmalige burgemeester van Groningen speldde hem de onderscheiding op.

## Personalia
Jan A. Niemeijer was 53 jaar getrouwd met Jeanne Mebius (1934-2012), die zelf werkzaam was als medisch-analiste. Ze groeiden beiden op in Groningen en woonden na hun huwelijk vele jaren in Haren. Daar werden ook hun drie kinderen geboren.

## Gedichten
- Ga niet te gauw terug, uitgeverij Boekencentrum Den Haag b.v. 1979.
- Waar zijn de engelen? Verschenen ter gelegenheid van de negentigste verjaardag  van de schrijver,  uitgave Knoop Haren bv. 2023